# Cotilló

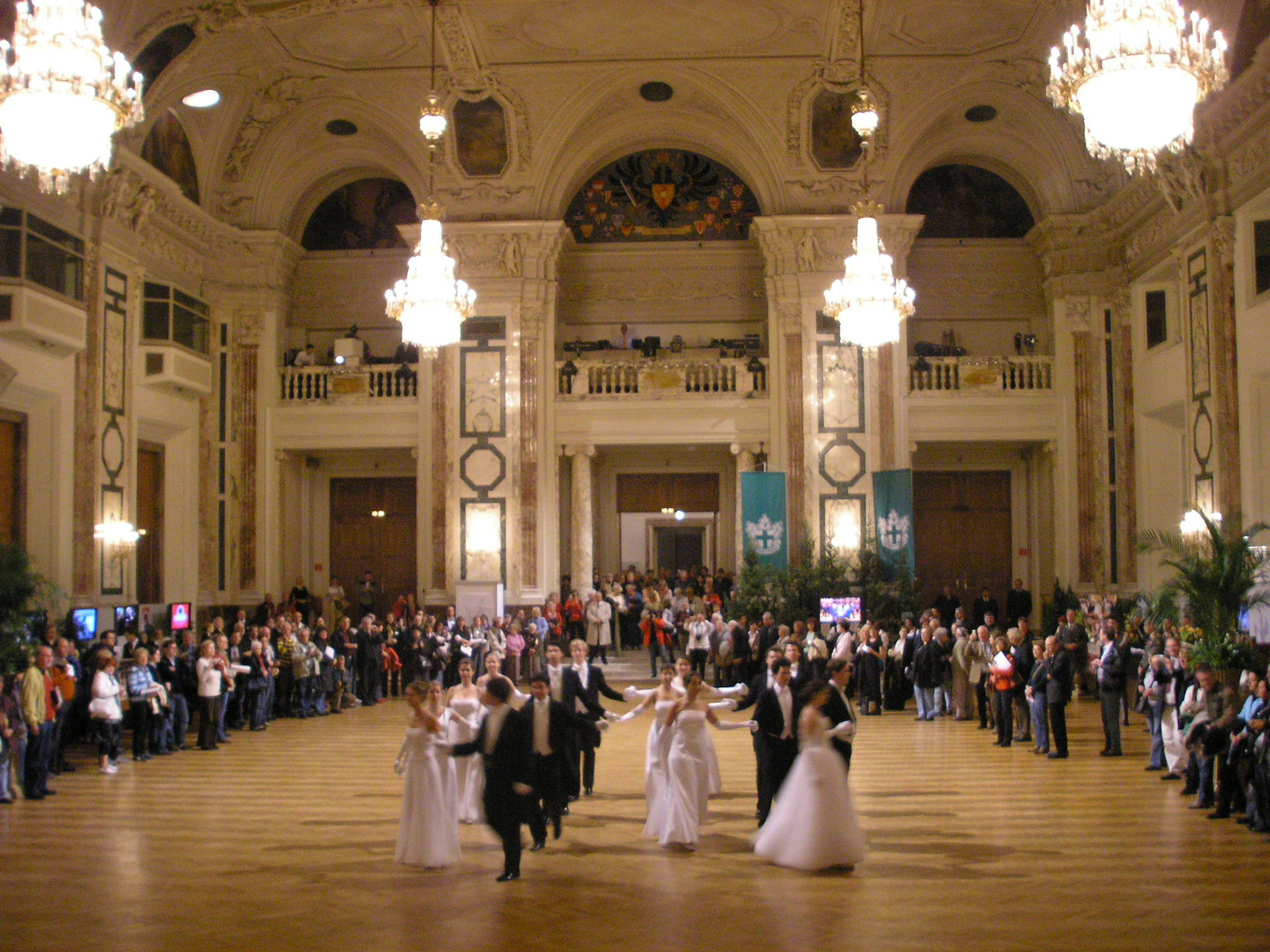
Demostració d'un Cotilló el 2008, al Festsaal, Hofburg de Viena

El cotilló (gal·licisme derivat de cotillon ) és un tipus de  ball provinent de França inventat al voltant de 1700 per a ser ballat per parelles de quatre formant una espècie de quadrat.
El cotilló va ser una de les moltes contradanses on els participants (especialment aquells provinents de la  reialesa) s'ajuntaven per presentar-socialment així com per  coquetejar amb els altres ballarins mitjançant l'intercanvi de parelles que es porta a terme en aquest tipus de ball. Durant el 1800 el cotilló va evolucionar incloent més parelles al que es van sumar més complexes formacions de ball sent així un antecessor de la  quadrilla. La square dance nord-americana és també un descendent directe del cotilló.

## Com ball modern
Als Estats Units, el cotilló va acabar convertint-se en una mena d'entrenament on tant adults com nens aprenen modals així com unes regles de comportament social, tot això en un context de ball formal. Els participants porten generalment un abillament de tipus formal, arribant inclusivament a utilitzar guants blancs en algunes ocasions.
El cotilló d'avui dia encara conserva les formes d'agrupar als seus integrants en forma de parelles (de vegades anomenades grups) aconseguint d'aquesta manera trencar la inhibició inicial que pot arribar a presentar-se. Alguns dels diversos tipus de ball inclosos en l'ensenyament del cotilló són el vals, el foxtrot, el tango, el swing, el txa-txa-txa, així com molts altres tipus de ball de saló. Els grups són generalment formats segons les dots que van presentat els diferents balladors després d'un parell de classes de pràctica. Arribat el moment de la cerimònia o festa, els estudiants se sentin junts en la part frontal, mentre que la resta dels membres de les famílies s'asseu a la part posterior. Un mestre de cerimònies guia la vetllada i, si el pressupost ho permet, s'inclouen un servei de berenar i una orquestra a el ritual. Normalment després de cada ball, alguna de les parelles participants que més destaqui per les seves habilitats en la dansa tindrà la sort de ser reconeguda per aquest mateix motiu amb un senzill però emotiu premi.

## Festa i complements per a ella
Actualment se sol denominar cotilló a les festes amb música i ball que tenen lloc en dates festives com Cap d'Any o el dia dels Reis Mags o altres esdeveniments. En aquestes festes se sol lliurar als participants una bossa (anomenada bossa de cotilló o, simplement, cotilló) que conté articles d'adorn o disfressa, o joguines com confeti, serpentines, espanta-sogres, etc.